# Paul Vidal

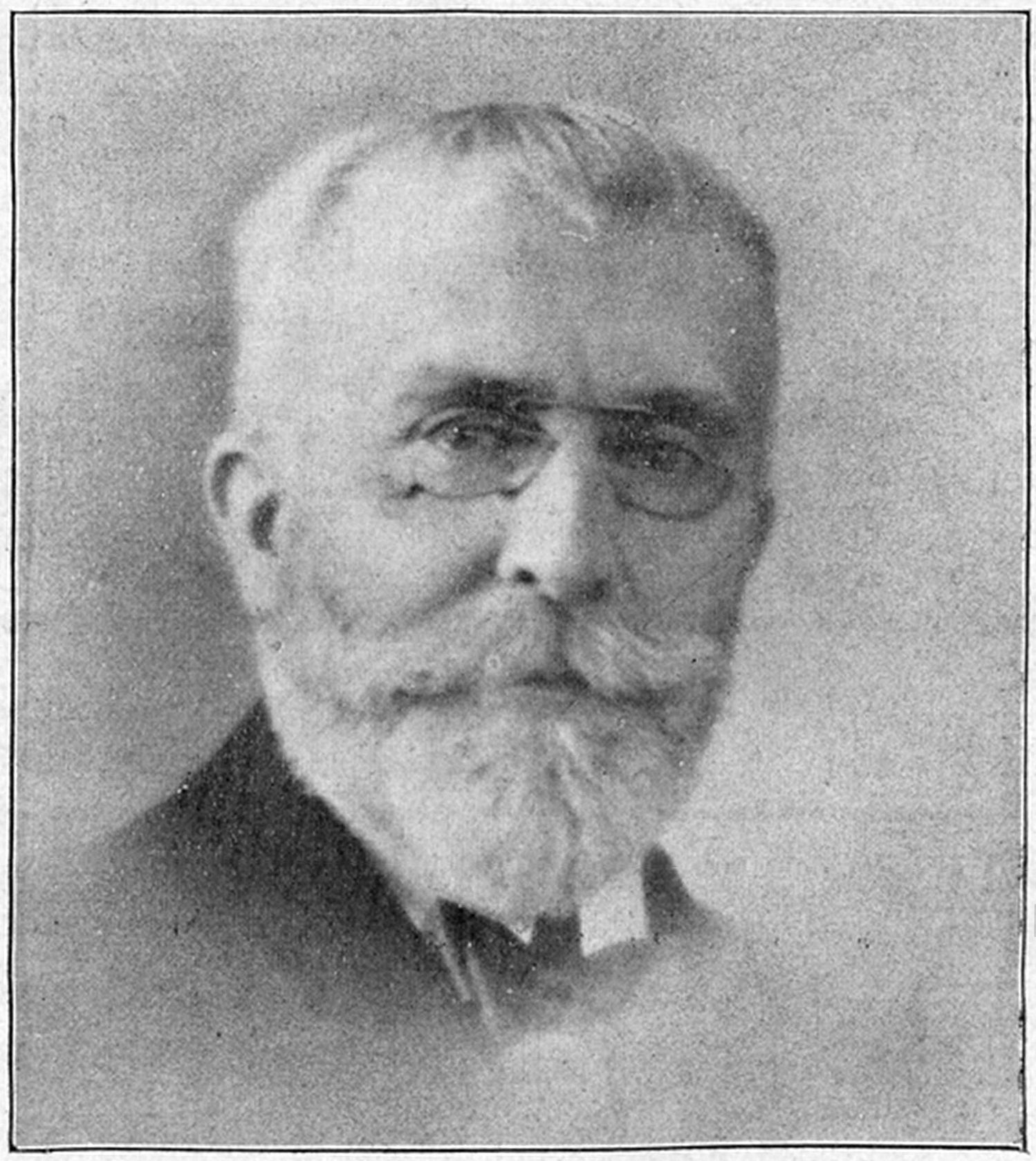
Paul Vidal

Paul Antonin Vidal, född den 16 juni 1863 i Toulouse, död den 9 april 1931 i Paris, var en fransk tonsättare.
Vidal fick 1883 stora Rompriset vid Conservatoire de Paris, blev sångmästare vid Stora operan 1892 och förste kapellmästare där 1906 samt professor i ackompanjemang vid konservatoriet. Han komponerade pantomimer och baletter, operorna Guernica (1895), La Burgonde (1898) och Ramses (1900) med mera.